# Sher Afghan
Ali Quli, später Sher Afgan, auch Shirafgan (persisch شیر افگن Löwenwerfer) (gestorben 1607) war der erste Mann von Mehr-un-Nisa, der späteren Mogulkaiserin Nur Jahan.

## Geschichte
Ali Quli, ein Mundschenk des persischen Schahs und späterer Soldat, floh aus Persien an den Hof des Großmoguls Akbar I. von Indien. Um ihn in Indien einzugliedern, beschloss Akbar, ihn mit der Tochter eines weiteren persischen Flüchtlings zu verheiraten. Nachdem er im Jahr 1594 mit Mehr-un-Nisa durch den Befehl Akbars (wahrscheinlich auf Bitte der Mogulkaiserin) verheiratet worden war, unterstützte er das Vorhaben, einen Enkel Akbars vor dessen Vater (Jahangir) auf den Thron zu bringen, da dieser sich gegen den Vater (Akbar) gestellt hatte. Nachdem Jahangir – nach dem Tod Akbars – im Jahre 1605 Mogul wurde und erfuhr, dass Ali Quli abermals gegen ihn rebellierte, ließ er ihn im Jahre 1607 auf einem Feldzug verhaften. Angeblich tötete Sher Afgan bei der Verhaftung einen der besten Freunde des Moguls, bevor er selbst getötet wurde.

## Bedeutung

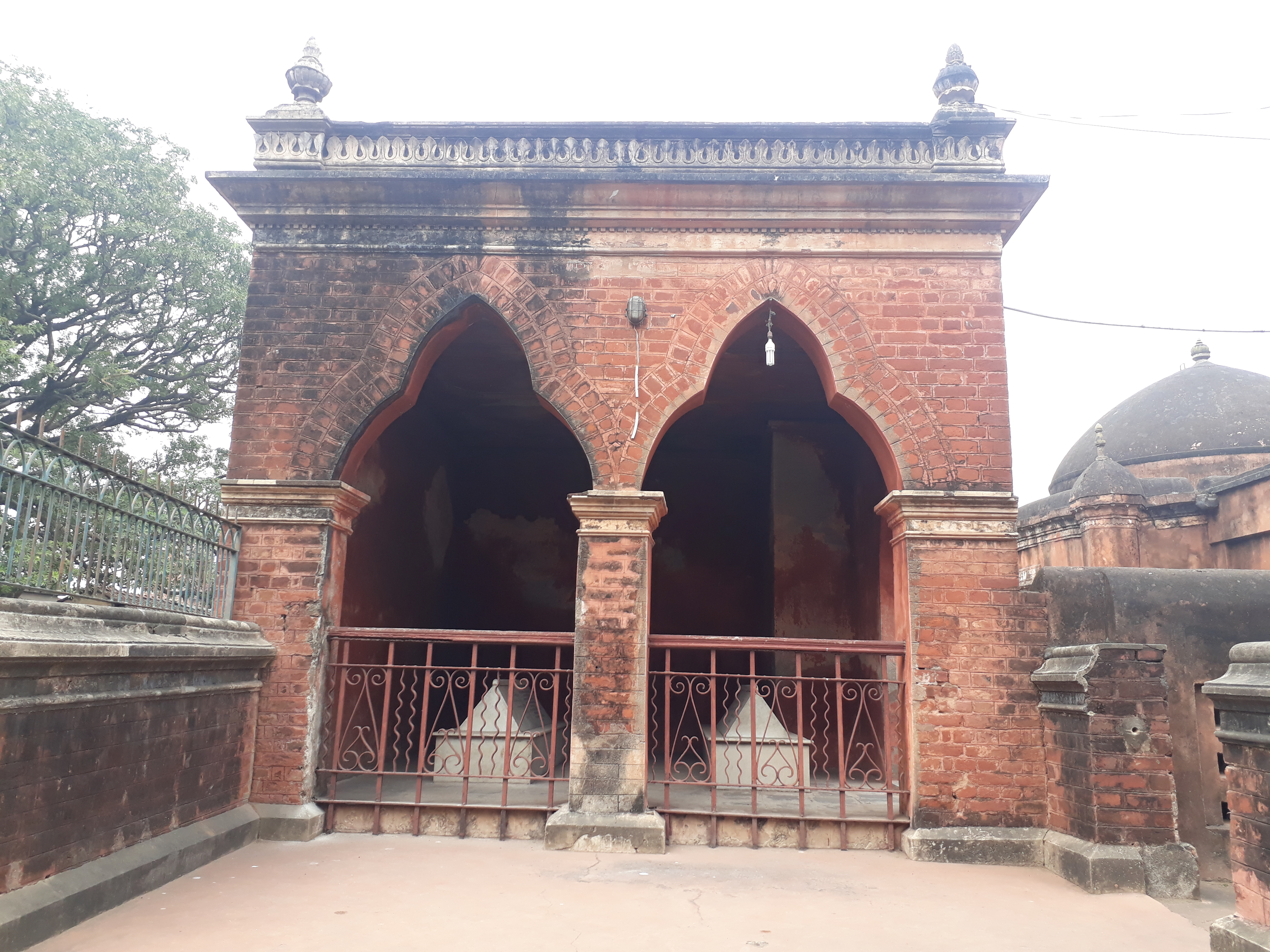
Tomb of Sher Afgan Khan

Die Bedeutung des Sher Afghan für die Geschichte liegt hauptsächlich darin, dass die spätere Kaiserin Nur Jahan in erster Ehe mit einem Verräter verheiratet war, auch wenn sie zu dieser Eheschließung gezwungen wurde. Sein Tod machte den Weg frei für die vier Jahre später (1611) erfolgte Hochzeit seiner Witwe mit dem Mogulkaiser Jahangir.